# Philips
Koninklijke Philips N.V., (Royal Philips of the Netherlands), (NYSE: PHG, AEX: PHI) är en av världens största elektroniktillverkare med en försäljning på 25,4 miljarder euro år 2010. Huvudkontoret ligger i Amsterdam och företaget hade 2021 cirka 80 000 anställda i omkring 100 länder.
Philips bestod tidigare[när?] av tre sektorer: Consumer Lifestyle, Philips Lighting och Philips Healthcare. Bolaget genomgick under 2010-talet en omvandling där dess traditionella verksamhetsområden (bland annat ljuskällor, TV-apparater, hushållsprodukter) lämnats för att fokusera på hälsoteknik. Varumärket finns fortsatt på hushållsprodukter etc. men används på licens av andra tillverkare.

## Historia

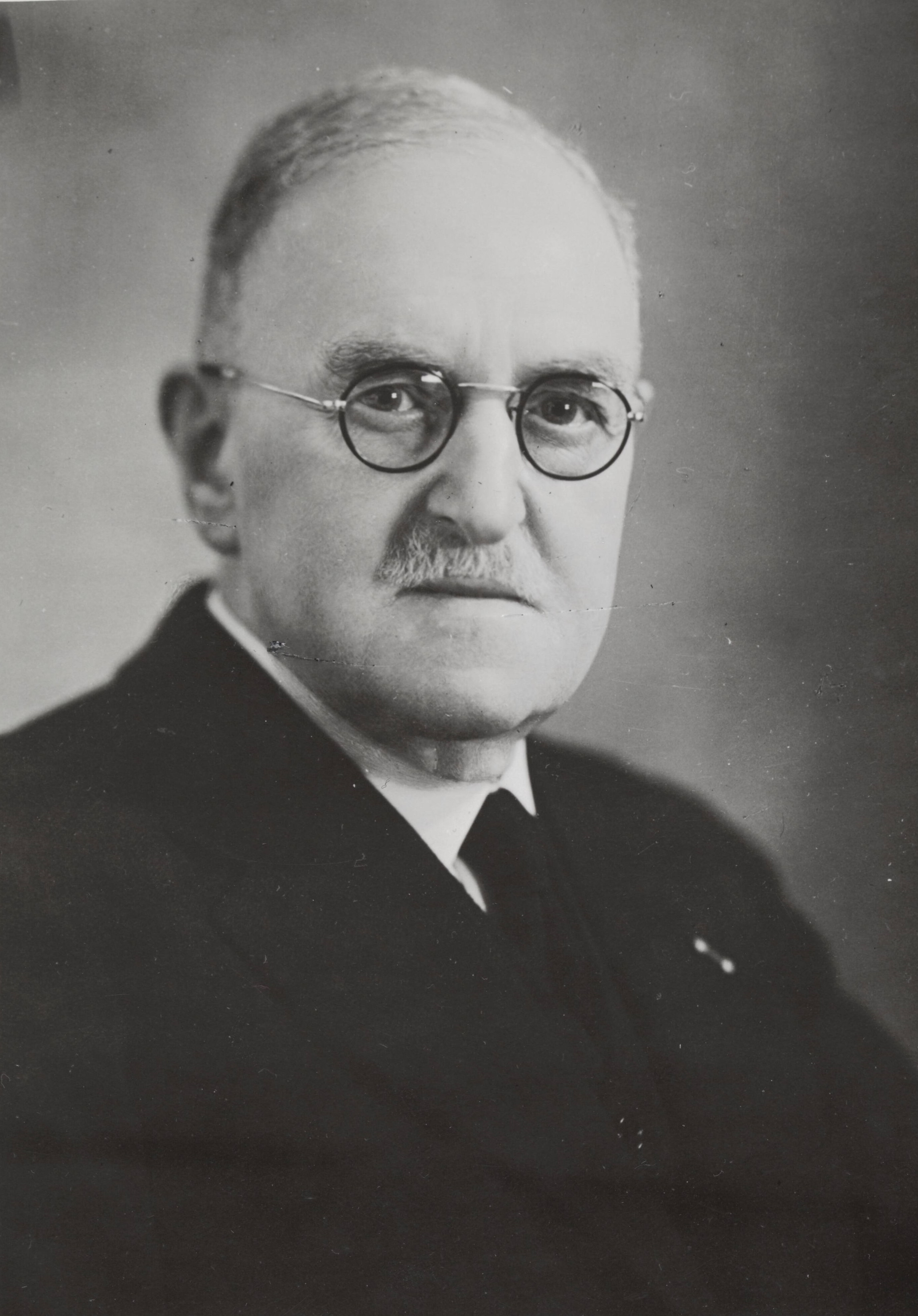
Gerard Philips, en av företagets två grundare.

Philips grundades 15 maj 1891 av Frederik Philips och sonen Gerard Philips i Eindhoven i Nederländerna. De första produkterna var glödlampor. Den första fabriken är idag museum. 1895 tillkom brodern Anton Philips i verksamheten. Philips avancerade till att 1900 vara Europas tredje största glödlampstillverkare. Verksamheten växte och 1912 blev Philips ett aktiebolag under namnet Philips Gloeilampenfabrieken, ett namn som kvarstod fram till 1991. 1914 startades Philips utvecklingsenhet, Philips Natuurkundig Laboratorium under ledning av Gilles Holst. Bland annat Bernard Tellegen var verksam på laboratoriet.
1916 byggdes den första fabriken, en glasfabrik för lamptillverkning, i området Strijp som utvecklades till en stor industripark under namnet Strijp-S. Philips Natuurkundig Laboratorium (NatLab) uppfördes på området 1923 och är utvecklades en rad innovationer. På 1970-talet arbetade 2000 personer på laboratoriet. Philips industripark fick flera kända byggnader som Klokgebouw och Hoge Rug. Hoge Rug var tre industribyggnader byggda 1927–1930. Förutom Strijp-S fanns även Strijp-R och Strijp-T. Arvet efter Philips är fortsatt starkt i Eindhovens stadsbild: den tidigare glödlampfabriken Witte Dame, Philips tidigare huvudkontor Bruine Heer och den första glödlampfabriken med smeknamnet Roze Baby.

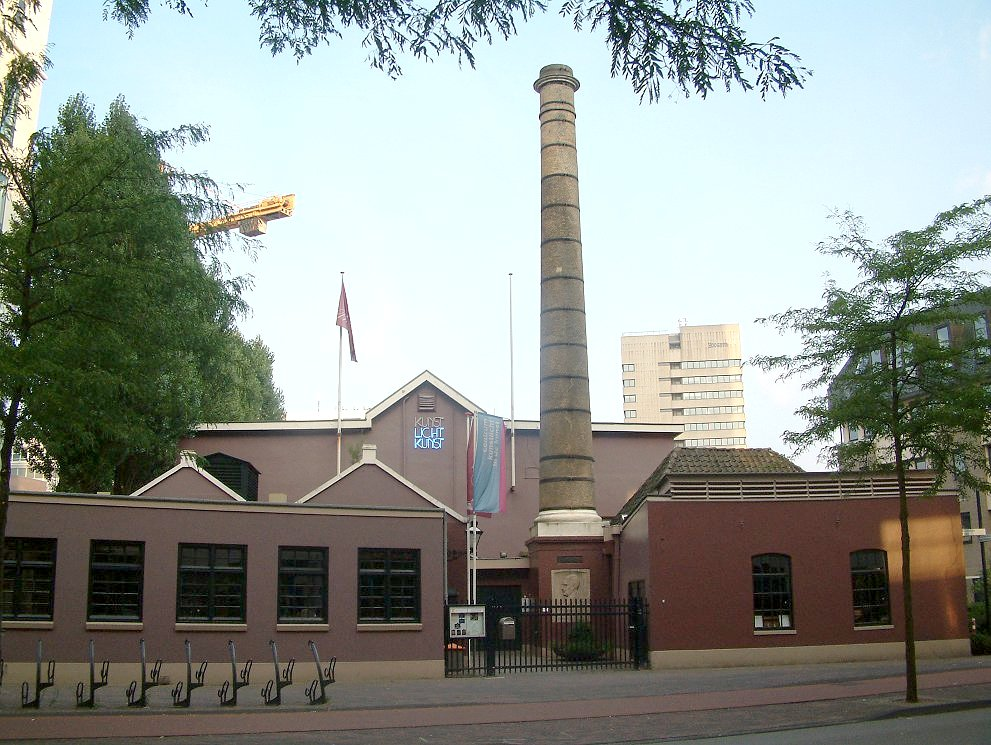
Den första Philips-fabriken i Eindhoven.
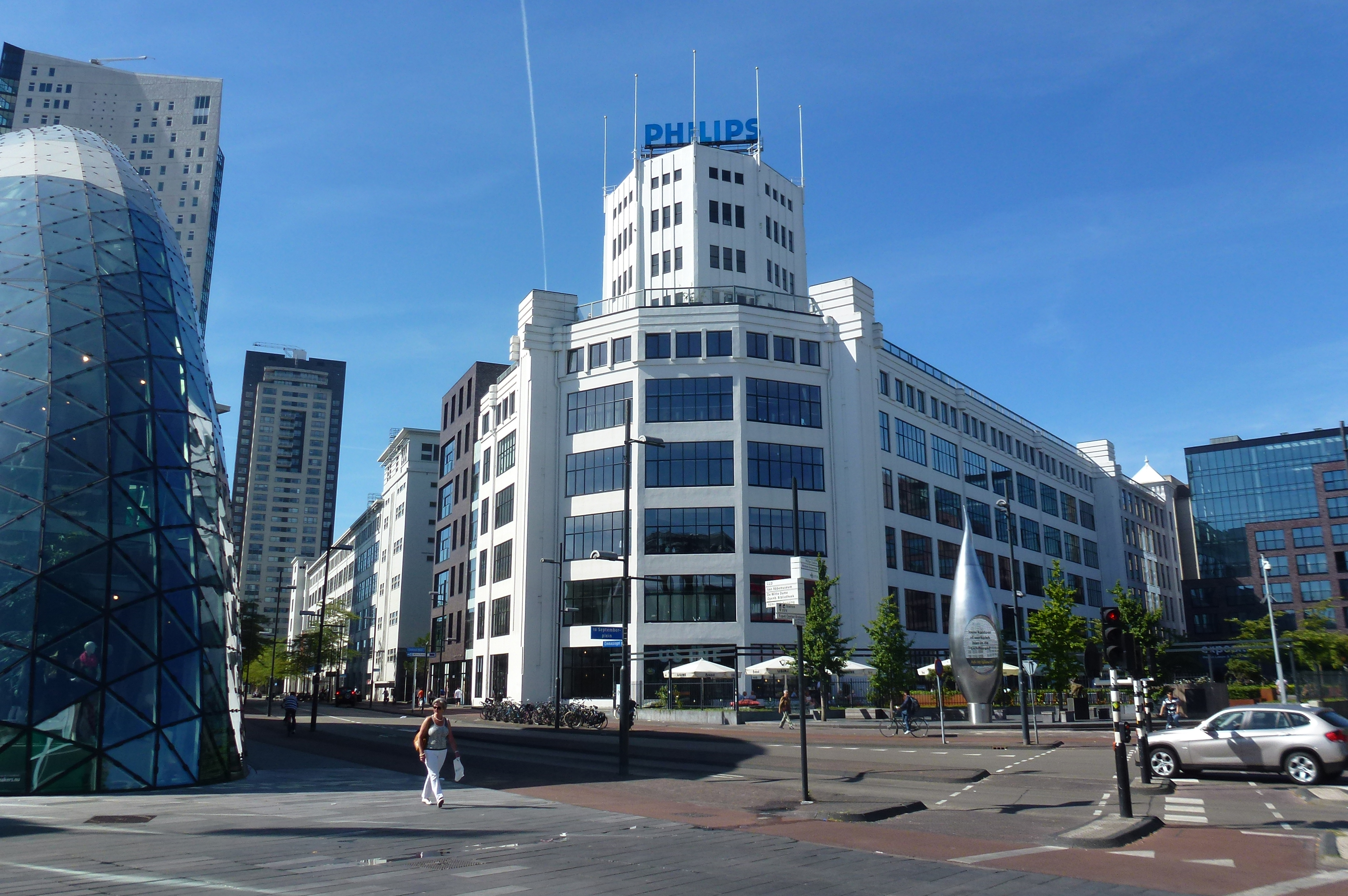
Philips tidigare glödlampsfabrik och huvudkontor i Eindhoven.
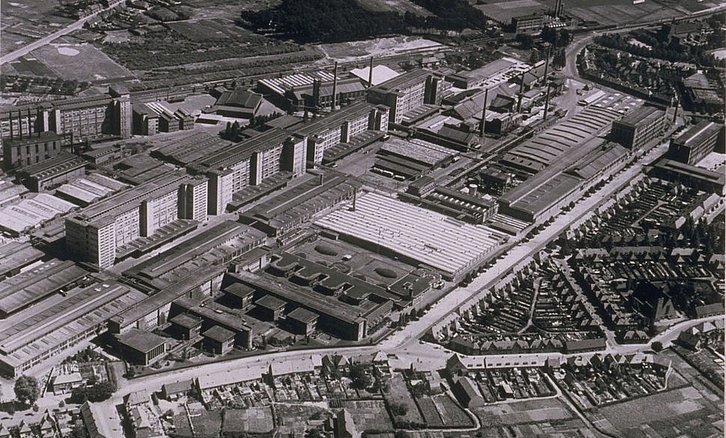
Strijp-anläggningarna i Eindhoven.

Philipsdorp började byggas från 1910 och framåt för Philips arbetare och ligger i anslutning till fabriksområdet Strijp-S. När Philips snabbt växte som företag kom nya arbetare från hela Nederländerna. Området återspeglar också företagets paternalistiska idé. I Philipsdorp inrättades bageri, badhus och skolor. Liknande områden byggdes även av konkurrenten Siemens (Siemensstadt) och förebilder fanns bland annat i Levers bostadsområde Port Sunlight. På 1920-talet byggdes Philips även stadsdelen Drents Dorp i Eindhoven. PSV Eindhoven skapades som en företagssponsrad klubb för arbetarna vid Philips under namnet Philips Elftal vid samma tid och var första bara öppen för Philipsanställda.
Ett viktigt steg för företaget blev när man 1918 började tillverka radiorör och man började expandera över hela världen. Företaget hade vid denna tid 4 000 anställda. Kortvågsradio var ett stort utvecklingsområde på 1920-talet. En milstolpe för Philips kom 1927 då drottning Wilhelmina och prinsessan Juliana fick direktkontakt via radio med Nederländernas kolonier i nuvarande Indonesien, Surinam och Nederländska Antillerna.

### Fler produkter

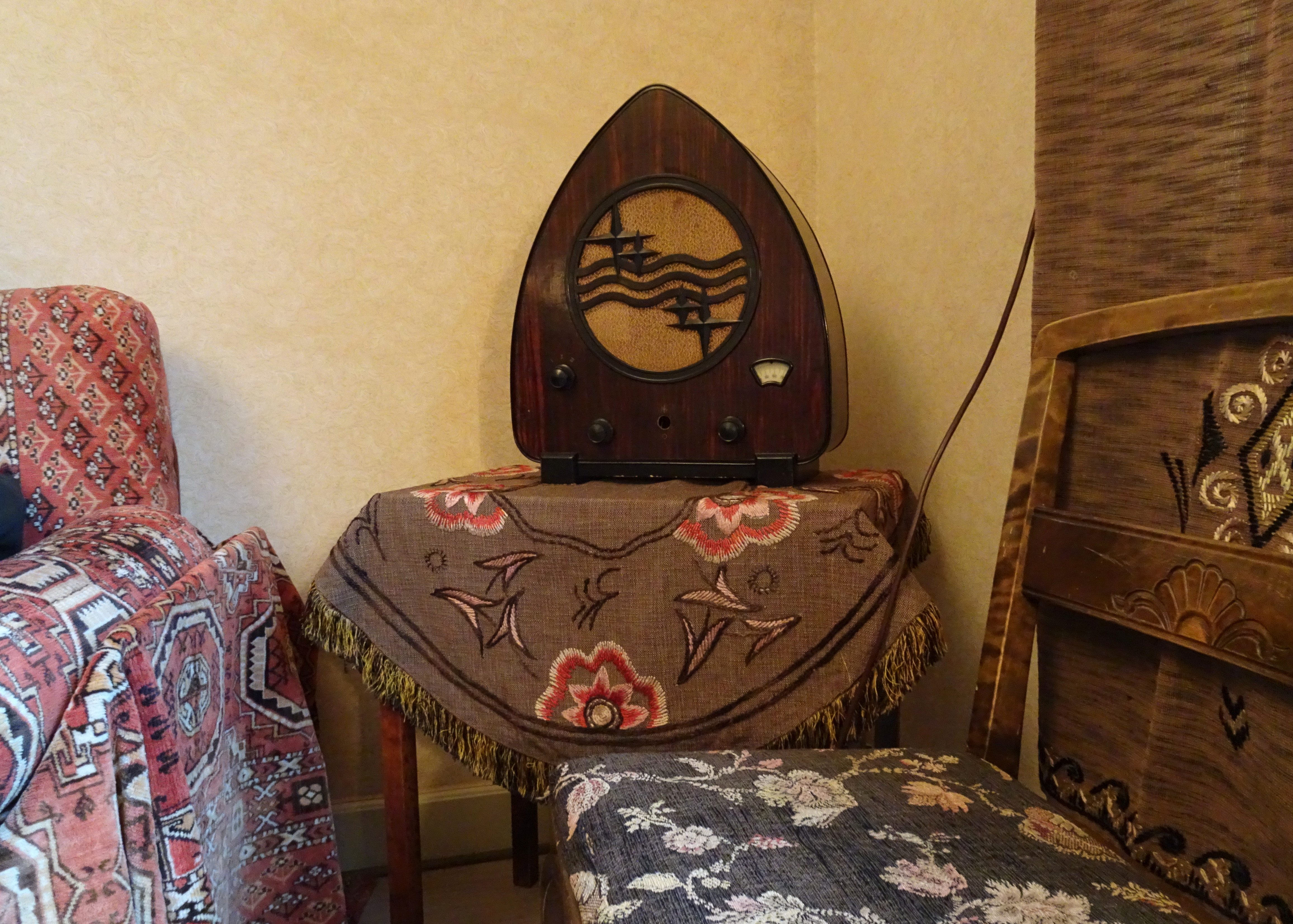
Philips radiomodell 930A, från 1931.

Under 1920-talet började man tillverka alltfler produkter. 1927 började Philips att producera radioapparater och 1929 lanserades den första elektriska rakapparaten, Philishave, som blev en storsäljare. Den moderna Philishaven kom 1939.
1928 visades de första TV-apparaterna runt om i Europa. Philips-medarbetaren Erik de Vries var med och tog fram de första TV-apparaterna i Nederländerna med den första sändningen 1930 och följd av fler provsändningar. I november 1938 visade Stockholms-Tidningen i samarbete med Philips ”levande fjärrbild med ljud” på Kungsgatan i Stockholm.
1927 köptes C.H.F. Müller som ägdes av kemisten Max Liebermann med dotterbolaget Radio Röhrenfabrik Gmbh (med varumärket Valvo). C.H.F. Müller tillverkade röntgenrör och verksamheten tillsammans med Philips tillverkning i Eindhoven lade grunden för bolagets medicinteknik-del med huvudkontor i Hamburg (Philips Medical Systems). Valvo tillverkade under många år bildrör.
Philips expanderade även utanför Europa. I USA kunde Philips inte använda Philips som varumärke då det bedömdes ligga för nära Philco. Istället skapades varumärket Norelco. Philips köpte Philco 1981 och kunde då börja använda det egna namnet men har även behållit Norelco som varumärke för bland annat rakapparater. 1924 etablerades Philips i Brasilien och började tillverka lampor och radioapparater på 1930-talet. Verksamheten växte starkt under efterkrigstiden. Philips etablerade sig i Indien 1930 då ett importkontor öppnade i Kolkata. 1938 startades lamptillverkning och 1948 radiotillverkning i Kolkata. Nya fabriker öppnades bland annat i Pune. Philips utökade sin närvaro i Asien med etableringar och fabriker i Thailand (1948) och Hongkong (1948).
Louis Kalff kom som formgivare att lämna ett stort avtryck på Philips. Kalff formgav reklam, produkter (lampor) och utställningsmaterial. Han anställdes 1925 på bolagets reklamavdelning och 1929 blev han chef för bolagets lamprådgivningsbyrå utifrån rollen som ljusdesigner. Kalff var även arkitekt för flera byggnader med Philips-anknytning. Hans sista projekt blev Evoluon som han ledde arbetena för.

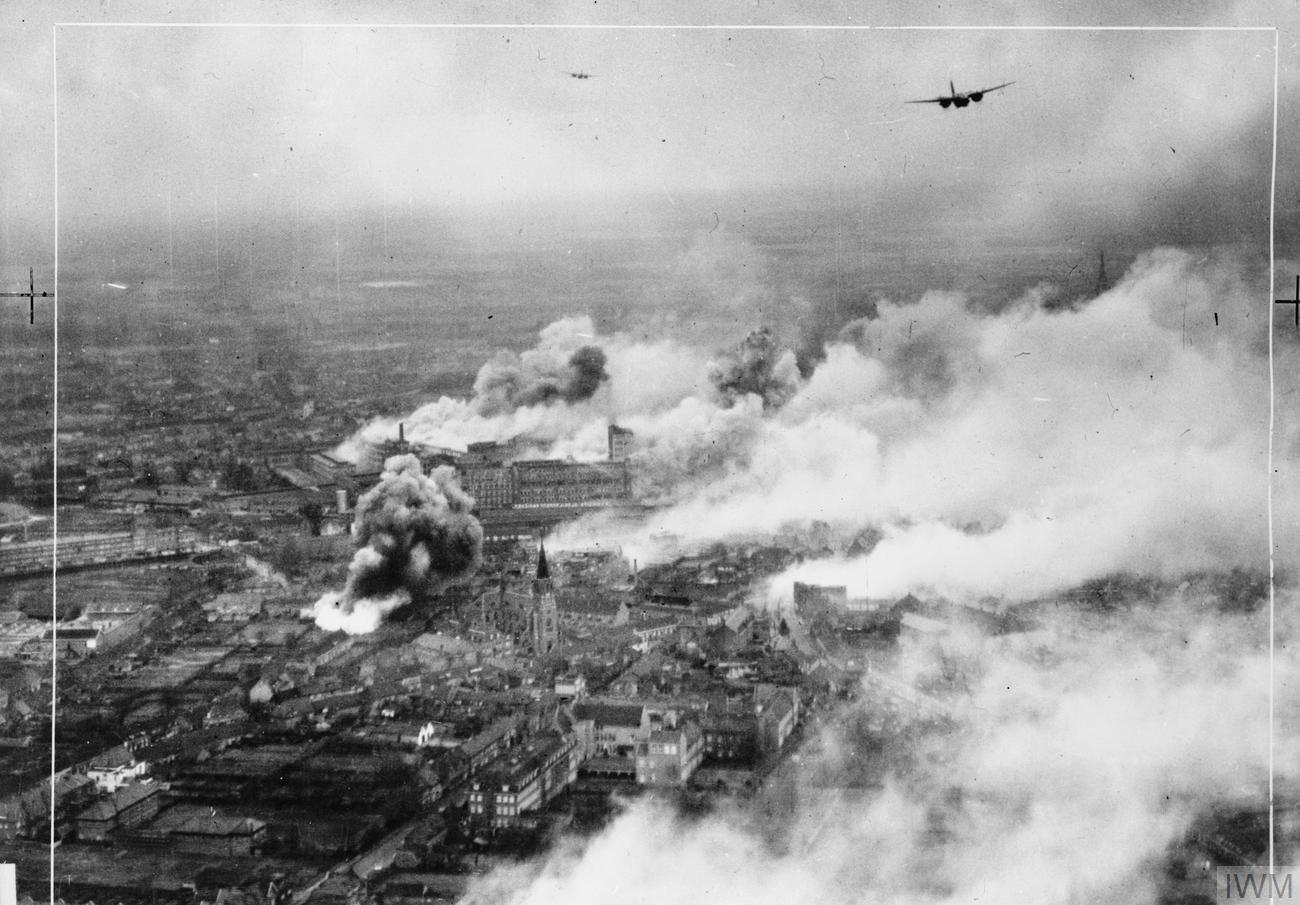
Philips fabriker i Eindhoven under bombningen 1942.

Under den tyska ockupationen under andra världskriget hamnade företaget under tvångsförvaltning. Frits Philips stannade kvar och ledde verksamheten medan andra delar av familjen flydde utomlands. Fabriken i Eindhoven sattes in för krigsproduktion åt den tyska militären Wehrmacht och bombades därför av allierat flyg. De allierade identifierade Philips som en av de viktigaste industrierna i den tyska krigsindustrins händer. Philips tillverkning av elektronrör och radiorör användes i tyskt krigsmateriel och det ansågs vara en risk att Philips användes för att utveckla radarteknologi med mera.
De allierade genom RAF genomförde bombningar under Operation Oyster där fabriksanläggningarna i Eindhoven bombades den 6 december 1942. I Nederländerna fick de på grund av datumet namnet Sinterklaasbombardement. Ytterligare en bombning ägde rum 30 mars 1943 för att försena återuppbyggnaden.

### Elektronikkoncern

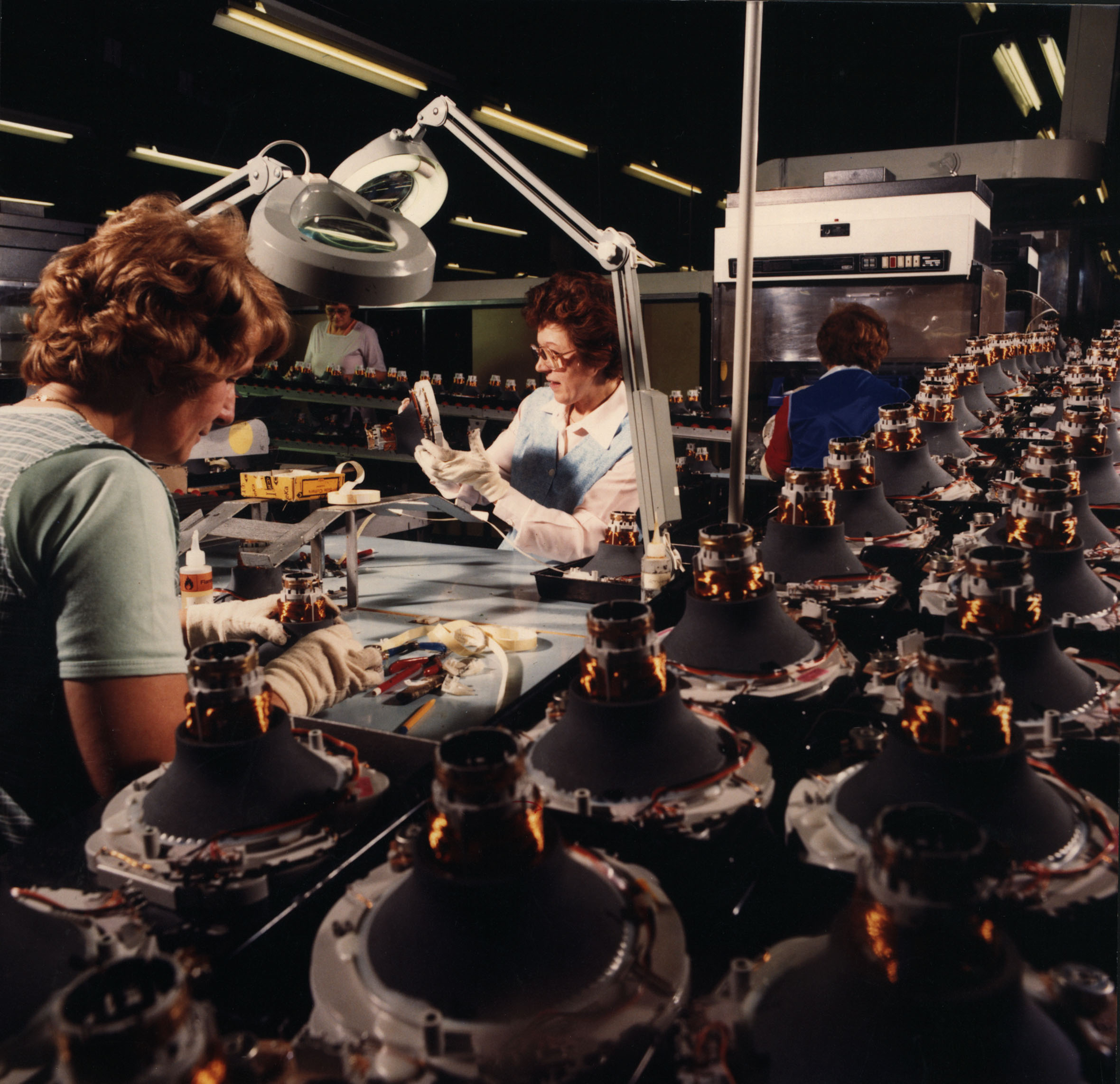
Tillverkning på Philips

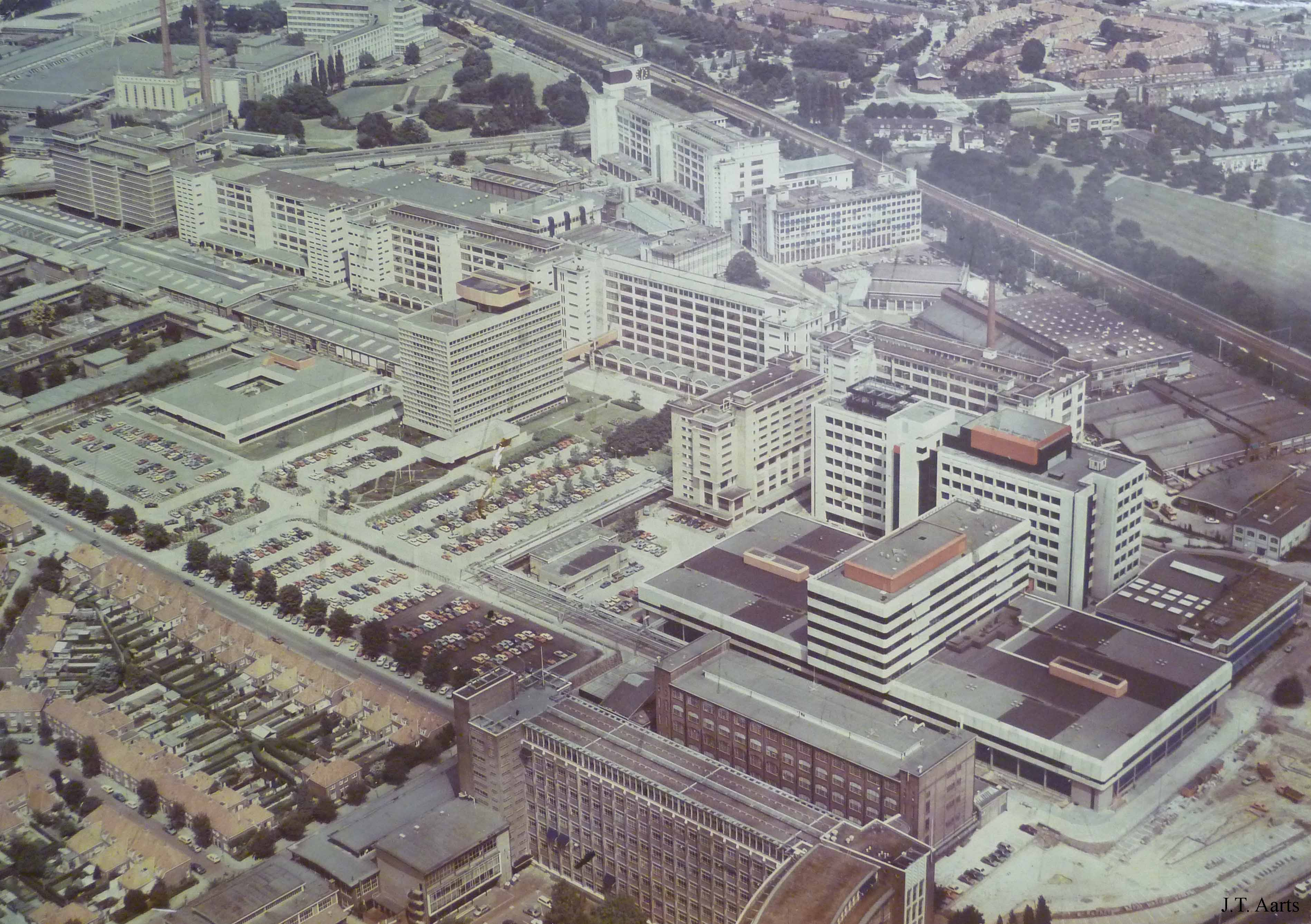
Anläggningen i området Strijp-S i Eindhoven 1979.

Efter kriget återupptogs verksamheten och Philips utvecklades under 1950-talet till en av de stora europeiska elektroniktillverkarna. Philips storhetstid manifesterades bland annat genom Philipspaviljongen på världsutställningen 1958. Den ritades av Le Corbusier som en organiskt formad utställningshall. Syftet var att visa upp ny teknologi från Philips via en konstupplevelse i flera dimensioner. År 1950 startade Philips ett eget skivbolag, Philips Records, som senare gick upp i Polygram.
1953 startades halvledarverksamheten med tillverkning och utveckling i Nijmegen. I början tillverkades transistorer och dioder. Verksamheten växte och blev centrum för Philips halvledare med 4500 anställda och med flera fabriker i Nijmegen med omnejd. 1991 bildades bolaget Philips Semiconductors i samband med en omorganisation. Philips halvledartillverkning knoppades av i bolaget NXP Semiconductors 2006 och har fortsatt verksamhet i Eindhoven.
Philips startade verksamhet i Hasselt i Belgien 1955. Här tillverkades skivspelare, högtalare med mera. Hasselt fick med tiden även forskning och utveckling med milstolpar i kompaktkassetten 1963 och CD:en 1983. Kompaktkassetten togs fram under ledning av Lou Ottens i konkurrens med ett Philips-team i Wien. Under Ottens ledning togs även bandspelaren Philips EL 3585 och kassettbandspelaren Philips EL 3300 fram. Framgångarna gjorde Hasselt till en storindustri. Fabriken lades ned 2004. Philips hade även fabriker i Leuven och Brügge. Philips elorgel Philicorda lanserades 1963 och tillverkades i Hasselt efter att ha utvecklats i Eindhoven av Dick Raaijmakers, en pionjär inom elektronisk musik, vid NatLab.
1961 blev Frits Philips ny vd (CEO) och ledde koncernen de kommande tio åren. Företaget utmärkte sig inte minst inom hemelektronik: 1963 lanserade Philips den framgångsrika kompaktkassetten, den välkända testbildsgeneratorn PM5544 släpptes 1969 och 1972 tog Philips fram världens första videobandspelare VCR (Video Cassette Recorder) för hemmabruk. Video 2000 blev däremot ett misslyckande i konkurrensen med Betamax och VHS liksom Digital Compact Cassette (DCC).
1966 byggde Philips Evoluon, ett museum som visade teknikens roll i samhället. Evoluon var en gåva till Eindhoven och markerade Philips 75-årsfirande. Projektet hade initierats av Philips-chefen Frits Philips.
1971 utsågs Henk van Riemsdijk till ny ordförande och han var den sista ur familjen Philips på ordförande-posten.
Philips började gå dåligt ekonomiskt under 1970-talet med en ökande konkurrens från asiatiska konkurrenser samtidigt som världshandeln ökade när tidigare handelsrestriktioner togs bort. Philips brottades även med omfattande intern byråkrati och med en svag styrning av dotterbolagen. Under 1980-talet stängde 150 av 500 fabriker. Antalet anställde minskade från 400 000 år 1974 till 300 000 år 1990.
1983 lanserade Philips CD-tekniken. Teknologin utvecklades av både Philips och Sony. Med utgångspunkt i sina framgångar med CD-tekniken började Philips under 1990-talet ett samarbete med Sony kring en annan innovation, MultiMedia Compact Disc (MMCD), som tillsammans med Super Density Disc (SD) skulle resultera i DVD:n. Super Density Disc (SD) utvecklades av Toshiba med flera.

### Omdaning av koncernen

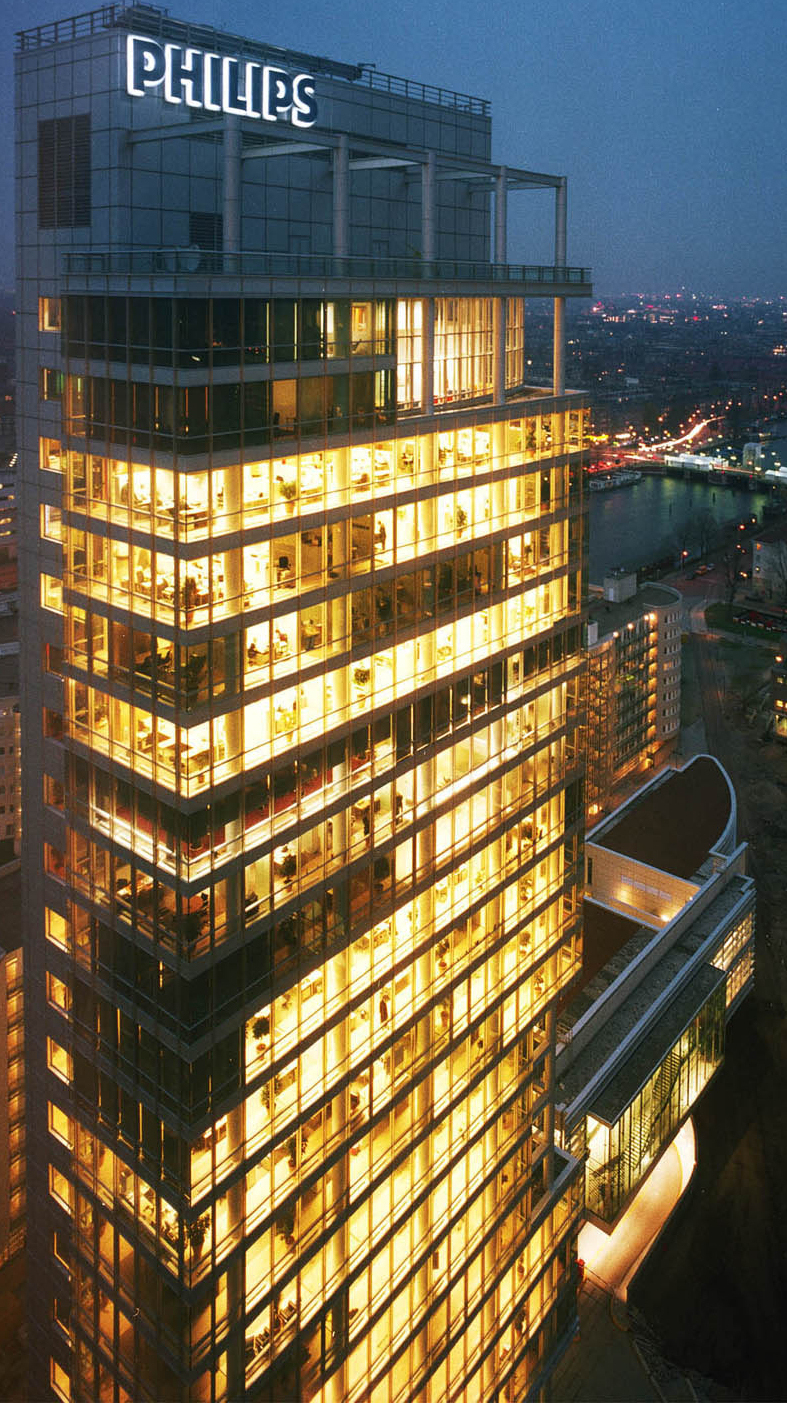
Huvudkontoret i Amsterdam

Under 1990-talet omorganiserades hela koncernen. 1990 inleddes en omfattande omorganisering under namnet Operation Centurion. Det innebar utförsäljningar och nedläggningar av förlustbringande affärsenheter. Av 300 000 anställda avskedades 50 000. 1991 blev N.V. Philips Gloeilampenfabrieken istället Philips Electronics N.V. och huvudkontoret flyttades till Amsterdam. De stora fabriksanläggningarna i Eindhoven lades ned när produktionen förlades utomlands och Philips lämnade Eindhoven med några undantag där bland annat FoU-enheter blev kvar samt ljusdivisionen. Sedan 2013 heter bolaget Koninklijke Philips N.V. sedan Electronics strukits ur namnet. High Tech Campus Eindhoven grundades på initiativ av Philips i samband med att bolagets fabriker blev plats för koncernens forskning och utveckling under namnet Philips High Tech Campus. 2003 öppnades campuset upp för andra bolag och fick sitt nuvarande namn.
Bolaget har under 2000-talets fortsatt omvandlas och identifierar sig numera som främst verksamt inom hälsoteknik. Bland områdena som ingår hör bilddiagnostisk, bildstyrd behandling, patientövervakning och konsumenthälsa. Samtidigt har flera traditionella verksamhetsområden sålts av. 1998 såldes bilradiotillverkningen till VDO och samma år såldes Grundig som ägts sedan 1984. Polygram avyttrades 1998 till Seagram som ägde Universal Music Group.
2015 såldes tillverkningen av LED-komponenter och fordonsljus. 2017 knoppades Philips ljusdivision Philips Lighting av och det självständiga bolaget bytte namn till Signify 2018. TV-apparater under namnet Philips tillverkas numera av TPV Technology i Kina som använder varumärket på licens av Philips varav produktutveckling sker av det nederländska dotterbolaget TP Vision och tillverkningen sker utanför staden Gorzów Wielkopolski i Polen.[källa behövs] Bolaget har också sålt av sin tillverkning av hushållsprodukter (Domestic Appliances) till Hillhouse Capital 2021.

## Dotterbolag
Philips har genom åren köpt och sedan sålt flera bolag som till exempel Magnavox, Marantz, Signetics, Mullard, Paradise Systems, GTE Sylvania, VLSI. Philips ägde Grundig 1984-1998.

## Philips i Sverige

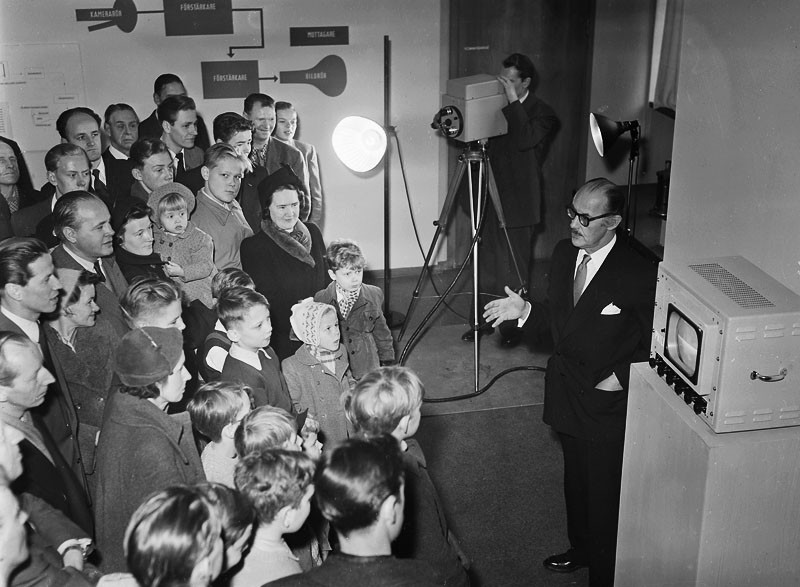
Philips demonstrerar television på Tekniska museet i Stockholm, november 1952.

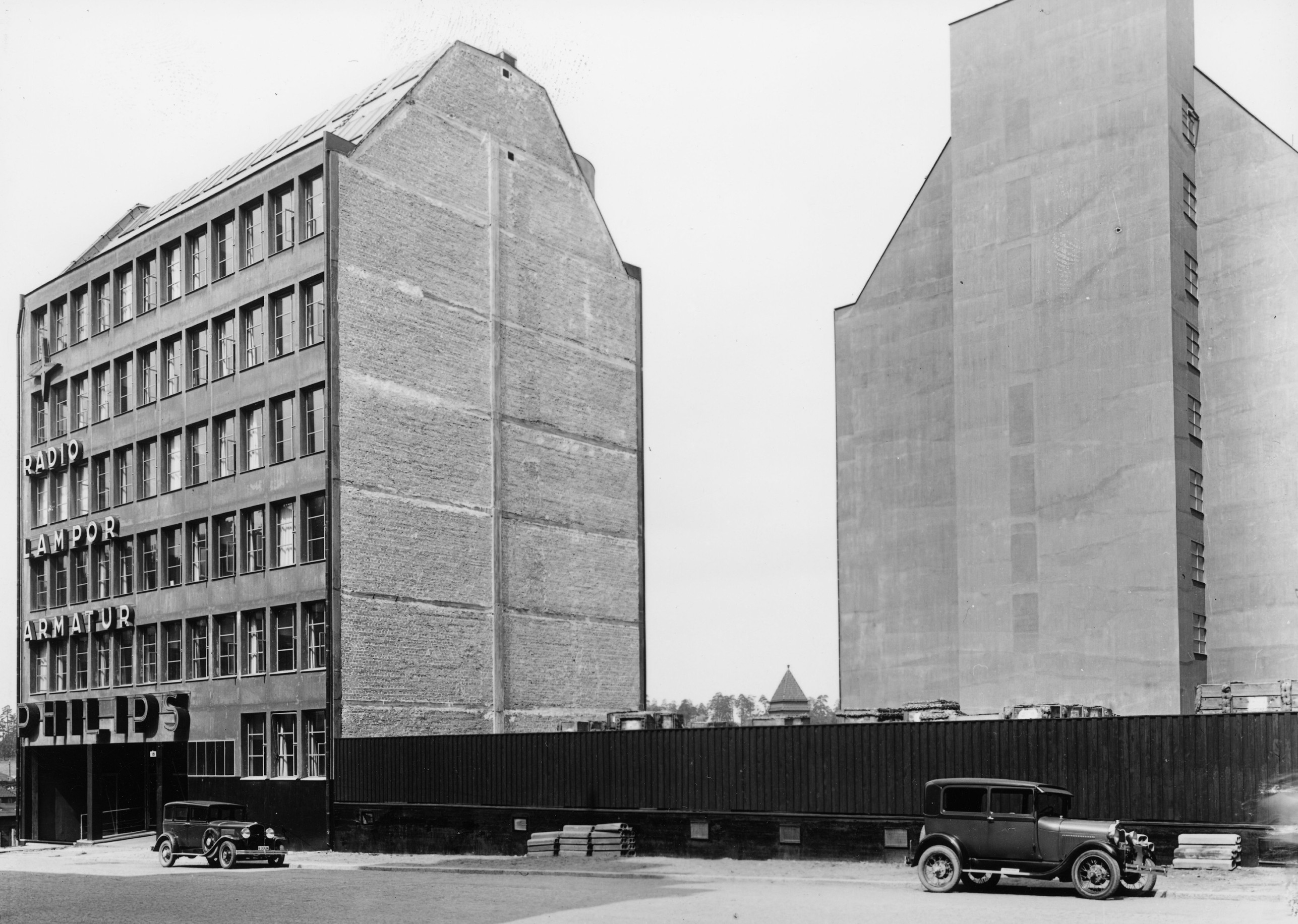
Svenska Philips-huset, 1931.

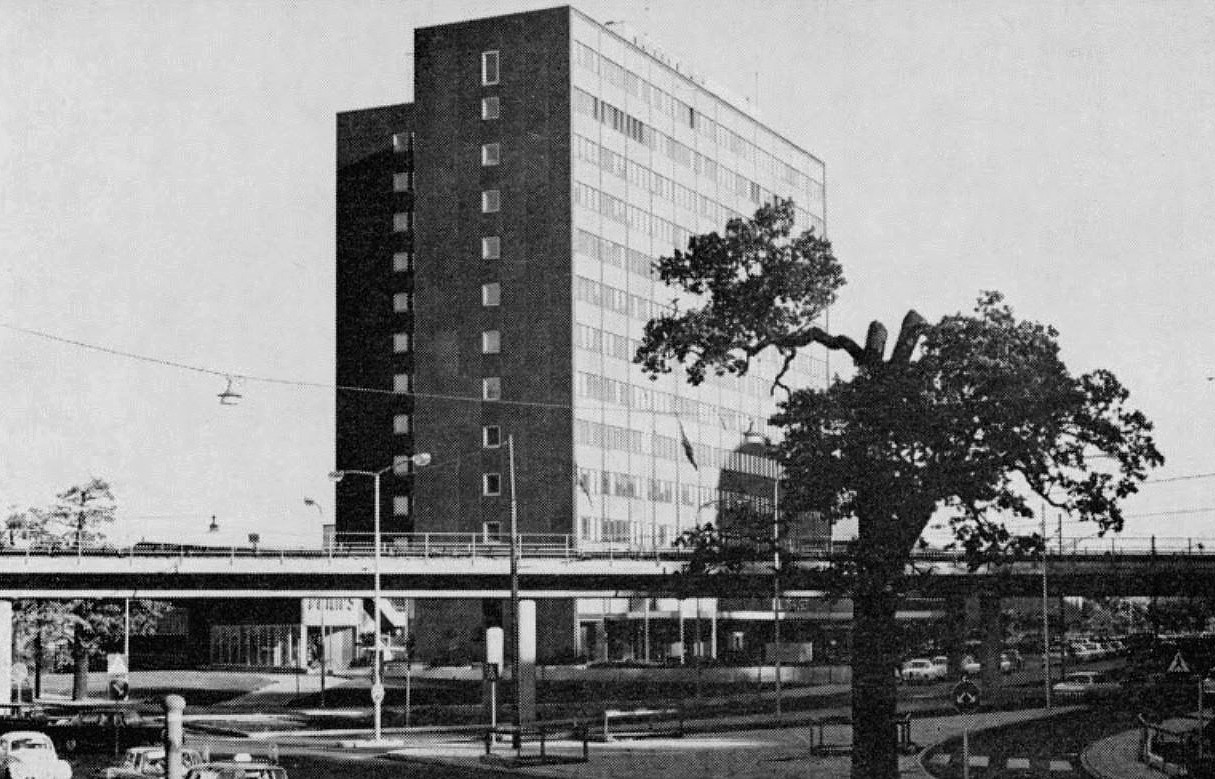
Philipshuset, 1964.

År 1919 etablerade Philips sin verksamhet i Sverige med en agentur för glödlampor. 1923 bildades Svenska AB Philips med 40 anställda. I Stockholm uppfördes ett magasin och kontorshus i kvarteret Blästern efter ritningar av Sigurd Lewerentz 1930 (se Svenska Philips-huset). 1963 flyttade huvudkontor och lager till en ny fastighet på Tegeluddsvägen vid Värtahamnen i Stockholm, det så kallade Philipshuset, ritat av arkitekt Bo Möller.
Philips ägde det svenska radio- och TV-märket Dux och Concerton samt en tid även Radiola och Stella, liksom Aga radio och TV. Philips Neon bildades 1925 som ett dotterbolag till Svenska Philips AB. Philips Neon var en stor aktör på marknaden, som bland annat stod bakom DUX-skylten på första Hötorgsskrapan.
Philips fabrik i Norrköping grundades under namnet Nefa och anlades på grund av andra världskrigets utbrott. Philips var oroligt för att kriget skulle hindra leveranser av radioapparater till Sverige. Lösningen var då att bygga en fabrik och starta utveckling och tillverkning inom landet. Fabriken började byggas år 1939 i Norrköping med produktionsstart 1940. Nefa tillverkade radioapparater fram till 1955 då även tillverkning av TV-apparater startade. Färg-TV produktionen startade år 1966. Tillverkningen lades ner 1979. Utvecklingen av mikrovågsugnar inom Philipskoncernen skedde i huvudsak i Norrköping och startade under 1960-talet. År 1993 övertog Whirlpool hela verksamheten från Philips.
Philips hade även verksamhet på Stora Essingen i Stockholm. Till dåvarande Ångtvätten 15 som byggts efter ritningar av arkitekt Carl Westerlund flyttade Philips Teleindustri som tillverkade bland annat avancerad elektronik för svenska försvaret på 1950-talet. Senare tog Philips även sin kommersiella avdelning för telekommunikation till kvarteret Ångtvätten. År 1968 flyttade Philips från Stora Essingen.
Olle Franzén var 1961–1984 verkställande direktör och koncernchef för Svenska AB Philips. Under Franzéns tid vid Philips samlokaliserades den professionella elektroniken till Philips Elektronikindustrier AB i Järfälla, där en väsentlig del utgjordes av försvarselektroniken. Svenska AB Philips var en mycket viktig leverantör till svenska Försvarsmakten, särskilt marinen. Under hans 23-åriga chefskap utvecklades Svenska AB Philips till ett företag med fler än 4 000 anställda. Kompetensen och entreprenörskapet i den svenska koncernen utvecklades och det ledde till att flera av Philips satsningar på nya produkter kom att förläggas till Sverige. I och med den världsomspännande omdaningen kom bland annat Philips Elektronikindustriers (PEAB) försvarsdivision till Bofors att avyttras redan 1989 och 1991 avyttrades all datorverksamhet runt om i världen vilket innebar att PEABs Terminalsystem såldes till Digital Equipment Corporation under namnet Business Centre Financial Industries. Philips avdelning för mätelektronik inom tid och frekvens var också belägen i Sverige och hade lokaler i Vinsta. Verksamheten såldes på 1990-talet och blev ett eget bolag, Pendulum Instruments, som efter en tid köpes av Spectracom och lades ned.
Oscar Andersson på Philips Göteborgskontor tillverkade 1934 världens första elektriska adventsljusstake utifrån de första elektriska julgransbelysningarna, som lanserats av Philips i Sverige omkring 1930. Det var Philips försäljningschef Werner Simonsson som lyckades driva igenom att i mindre skala producera elektriska ljusstakar.